# 샤울 게레로

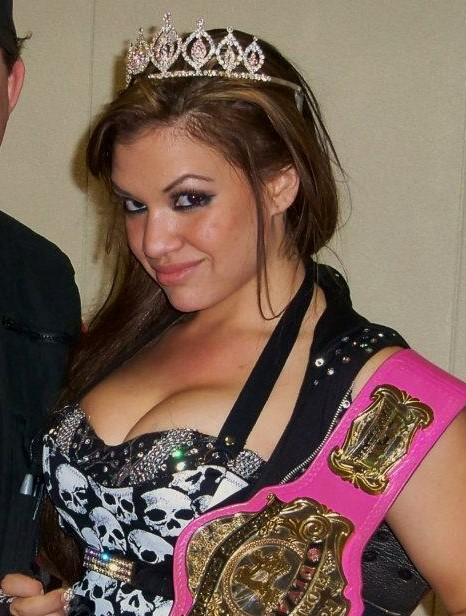

샤울 게레로(Shaul Guerrero, 1990년 10월 14일 ~ )는 미국의 여자 프로레슬링선수다. 피니쉬는 고리 밤으로 사용을 한다.
에디 게레로와 비키 게레로의 장녀이며, 차보 게레로의 사촌 동생이기도 하다.
링 네임은 라켈 디아즈(Raqule Diaz)이며, WWE의 NXT에서 활동하던 중, 학업을 이유로 잠시 링을 떠났으며, 현재는 인디 단체에서 활동 중이다.

## 수상
- FCW 디바스 챔피언 1회

## 게레로 가계도
|               |               |               |               |               |               |  |  |                             |                             |                             |                             |                             |                             |  |  | 고리 게레로 (1921년–1990년) | 고리 게레로 (1921년–1990년) | 고리 게레로 (1921년–1990년) | 고리 게레로 (1921년–1990년) | 고리 게레로 (1921년–1990년) | 고리 게레로 (1921년–1990년) |  |  | 허린다 게레로        | 허린다 게레로        | 허린다 게레로        | 허린다 게레로        | 허린다 게레로        | 허린다 게레로        |  |  |             |             |             |             |             |             |  |  |                      |                      |                      |                      |                      |                      |  |  |                             |                             |                             |                             |                             |                             |  |  |                        |                        |                        |                        |                        |                        |  |  |
|               |               |               |               |               |               |  |  |                             |                             |                             |                             |                             |                             |  |  | 고리 게레로 (1921년–1990년) | 고리 게레로 (1921년–1990년) | 고리 게레로 (1921년–1990년) | 고리 게레로 (1921년–1990년) | 고리 게레로 (1921년–1990년) | 고리 게레로 (1921년–1990년) |  |  | 허린다 게레로        | 허린다 게레로        | 허린다 게레로        | 허린다 게레로        | 허린다 게레로        | 허린다 게레로        |  |  |             |             |             |             |             |             |  |  |                      |                      |                      |                      |                      |                      |  |  |                             |                             |                             |                             |                             |                             |  |  |                        |                        |                        |                        |                        |                        |  |  |
|               |               |               |               |               |               |  |  |                             |                             |                             |                             |                             |                             |  |  |                             |                             |                             |                             |                             |                             |  |  |                      |                      |                      |                      |                      |                      |  |  |             |             |             |             |             |             |  |  |                      |                      |                      |                      |                      |                      |  |  |                             |                             |                             |                             |                             |                             |  |  |                        |                        |                        |                        |                        |                        |  |  |
|               |               |               |               |               |               |  |  |                             |                             |                             |                             |                             |                             |  |  |                             |                             |                             |                             |                             |                             |  |  |                      |                      |                      |                      |                      |                      |  |  |             |             |             |             |             |             |  |  |                      |                      |                      |                      |                      |                      |  |  |                             |                             |                             |                             |                             |                             |  |  |                        |                        |                        |                        |                        |                        |  |  |
| 마리아 게레로 | 마리아 게레로 | 마리아 게레로 | 마리아 게레로 | 마리아 게레로 | 마리아 게레로 |  |  | 차보 게레로 시니어 (1949년) | 차보 게레로 시니어 (1949년) | 차보 게레로 시니어 (1949년) | 차보 게레로 시니어 (1949년) | 차보 게레로 시니어 (1949년) | 차보 게레로 시니어 (1949년) |  |  | 만도 게레로 (1952년)        | 만도 게레로 (1952년)        | 만도 게레로 (1952년)        | 만도 게레로 (1952년)        | 만도 게레로 (1952년)        | 만도 게레로 (1952년)        |  |  | 헥터 게레로 (1954년) | 헥터 게레로 (1954년) | 헥터 게레로 (1954년) | 헥터 게레로 (1954년) | 헥터 게레로 (1954년) | 헥터 게레로 (1954년) |  |  | 린다 게레로 | 린다 게레로 | 린다 게레로 | 린다 게레로 | 린다 게레로 | 린다 게레로 |  |  | 비키 게레로 (1968년) | 비키 게레로 (1968년) | 비키 게레로 (1968년) | 비키 게레로 (1968년) | 비키 게레로 (1968년) | 비키 게레로 (1968년) |  |  | 에디 게레로 (1967년–2005년) | 에디 게레로 (1967년–2005년) | 에디 게레로 (1967년–2005년) | 에디 게레로 (1967년–2005년) | 에디 게레로 (1967년–2005년) | 에디 게레로 (1967년–2005년) |  |  | 타라 마호니            | 타라 마호니            | 타라 마호니            | 타라 마호니            | 타라 마호니            | 타라 마호니            |  |  |
| 마리아 게레로 | 마리아 게레로 | 마리아 게레로 | 마리아 게레로 | 마리아 게레로 | 마리아 게레로 |  |  | 차보 게레로 시니어 (1949년) | 차보 게레로 시니어 (1949년) | 차보 게레로 시니어 (1949년) | 차보 게레로 시니어 (1949년) | 차보 게레로 시니어 (1949년) | 차보 게레로 시니어 (1949년) |  |  | 만도 게레로 (1952년)        | 만도 게레로 (1952년)        | 만도 게레로 (1952년)        | 만도 게레로 (1952년)        | 만도 게레로 (1952년)        | 만도 게레로 (1952년)        |  |  | 헥터 게레로 (1954년) | 헥터 게레로 (1954년) | 헥터 게레로 (1954년) | 헥터 게레로 (1954년) | 헥터 게레로 (1954년) | 헥터 게레로 (1954년) |  |  | 린다 게레로 | 린다 게레로 | 린다 게레로 | 린다 게레로 | 린다 게레로 | 린다 게레로 |  |  | 비키 게레로 (1968년) | 비키 게레로 (1968년) | 비키 게레로 (1968년) | 비키 게레로 (1968년) | 비키 게레로 (1968년) | 비키 게레로 (1968년) |  |  | 에디 게레로 (1967년–2005년) | 에디 게레로 (1967년–2005년) | 에디 게레로 (1967년–2005년) | 에디 게레로 (1967년–2005년) | 에디 게레로 (1967년–2005년) | 에디 게레로 (1967년–2005년) |  |  | 타라 마호니            | 타라 마호니            | 타라 마호니            | 타라 마호니            | 타라 마호니            | 타라 마호니            |  |  |
|               |               |               |               |               |               |  |  |                             |                             |                             |                             |                             |                             |  |  |                             |                             |                             |                             |                             |                             |  |  |                      |                      |                      |                      |                      |                      |  |  |             |             |             |             |             |             |  |  |                      |                      |                      |                      |                      |                      |  |  |                             |                             |                             |                             |                             |                             |  |  |                        |                        |                        |                        |                        |                        |  |  |
|               |               |               |               |               |               |  |  |                             |                             |                             |                             |                             |                             |  |  |                             |                             |                             |                             |                             |                             |  |  |                      |                      |                      |                      |                      |                      |  |  |             |             |             |             |             |             |  |  |                      |                      |                      |                      |                      |                      |  |  |                             |                             |                             |                             |                             |                             |  |  |                        |                        |                        |                        |                        |                        |  |  |
|               |               |               |               |               |               |  |  | 차보 게레로 주니어 (1970년) | 차보 게레로 주니어 (1970년) | 차보 게레로 주니어 (1970년) | 차보 게레로 주니어 (1970년) | 차보 게레로 주니어 (1970년) | 차보 게레로 주니어 (1970년) |  |  |                             |                             |                             |                             |                             |                             |  |  |                      |                      |                      |                      |                      |                      |  |  |             |             |             |             |             |             |  |  | 샤울 게레로 (1990년) | 샤울 게레로 (1990년) | 샤울 게레로 (1990년) | 샤울 게레로 (1990년) | 샤울 게레로 (1990년) | 샤울 게레로 (1990년) |  |  | 쉐릴린 게레로 (1995년)      | 쉐릴린 게레로 (1995년)      | 쉐릴린 게레로 (1995년)      | 쉐릴린 게레로 (1995년)      | 쉐릴린 게레로 (1995년)      | 쉐릴린 게레로 (1995년)      |  |  | 케일리 게레로 (2002년) | 케일리 게레로 (2002년) | 케일리 게레로 (2002년) | 케일리 게레로 (2002년) | 케일리 게레로 (2002년) | 케일리 게레로 (2002년) |  |  |